# 전주용와초등학교
전주용와초등학교는 대한민국 전북특별자치도 전주시 완산구 삼천동1가에 있는 초등학교다.

## 학교 연혁
- 2006.03.01 전주용와초등학교 개교
- 2020.02.07 제14회 졸업식(졸업생 124명, 누계 1,576명)
- 2020.03.01 20학급 편성(483명, 특수학급 1학급 포함)
- 2020.09.01 제6대 이강 교장 취임

## 학교 상징
- 교화 - 개나리
- 교목 - 소나무
- 교조 - 까치

## 참고 자료
- 전주용와초등학교 - 한국교육학술정보원 학교알리미